# Караян, Теодор Георг
Теодор Георг фон Караян (нем. Theodor Georg von Karajan; 22 января 1810, Вена — 28 апреля 1873, там же) — австрийский германист, историк и политик, доктор философии, риттер (с 1869).

## Биография
По происхождению грек. В 1850 году занял кафедру немецкого языка и литературы в Венском университете, но оставил её уже осенью следующего года в связи с запретом занимать должности в Венском университете лицам, не являющимся католиками.
В том же году был избран вице-президентом, в 1866 году — президентом Венской академии наук. Из памятников древненемецкой литературы Караян опубликовал: «Frühlingsgabe für Freunde älterer Litteratur» (Вена, 1839; нов. изд. 1875); «Michael Behaims Buch von den Wienern, 1462—1465» (Вена, 1843); «Deutsche Sprachdenkmale d. XII Jahrhunderts» (Вена, 1846) и др.
Караян написал исторические примечания к изданным Карлом Лахманном поэтическим произведениям Ульриха фон Лихтенштейна (Берл., 1841). Литературно-исторические монографии Караяна: «Ueber Heinrich den Teichner» (Вена, 1855) и «Abraham a Sancta Clara» (В., 1867). Изданная им же «Mittelhochdeutsche Grammatik» (1855) осталась неоконченной. Караяну принадлежит также образцовое издание «Verbrüderungsbuch des Stiftes St. Peter zu Salzburg» (Вена, 1852), «Die alte Kaiserburg zu Wien vor 1500» (Вена, 1863) и др. В «Fontes rerum austriacarum» он напечатал «Kleine Quellen zur Geschichte Oesterreichs» (Вена, 1855).